# Leuenbergeria bleo
Leuenbergeria bleo (лат.) — вид двудольных растений рода Leuenbergeria семейства Кактусовые (Cactaceae). Растение впервые описано в 1823 году.

## Распространение
Родина растения — Центральная Америка: Панама и Колумбия. Предпочитает места с повышенной влажностью: песчаные берега рек, влажные тропические леса.

## Описание
Растение высотой 2—8 метров. Цветки красного и оранжевого цвета.
Не является суккулентом, то есть имеет нередуцированные листья, что нехарактерно для большинства других кактусов.

## Замечания по охране
Не имеет угроз к исчезновению (статус «LC»).

## Значение, лекарственные свойства
Местные жители употребляют листья Leuenbergeria bleo в пищу. Считается, что листья растения могут применяться для профилактики рака и гастрита.
Активно культивируется в Малайзии как декоративное и лекарственное растение.
Согласно последним исследованиям, в Leuenbergeria bleo содержатся вещества, разрушающие раковые клетки. В Малайзии применяется также от повышенного кровяного давления, при лечении сахарного диабета, для облегчения болей в желудке и т. д.. Обладает антиоксидантными свойствами.

## Синонимика
Синонимичные названия — Cactus bleo Kunth, Pereskia corrugata Cutak, Pereskia panamensis F.A.C.Weber, Rhodocactus bleo (Kunth) F.M.Knuth, Rhodocactus corrugatus (Cutak) Backeb., а также, предположительно, Pereskia cruenta Pfeiff..